# Осідлай його, ковбой
Осідлай його, ковбой (англ. Ride Him, Cowboy) — американський вестерн режисера Фреда Аллена 1932 року.

## Сюжет
Ковбой Друрі береться вистежити небезпечного бандита Яструба, а допомогти йому в цьому збирається якийсь Генрі Сіммс. Втім, як незабаром з'ясовується, Сіммс — це і є сам Яструб. З допомогою найрозумнішого коня по кличці Герцог, кинутого помирати посеред пустелі, Друрі все ж вдається врятуватися. Але Яструб вже встиг підставити його, зваливши на Друрі звинувачення у вбивстві.

## У ролях
- Джон Вейн — Джон Друрі
- Дюк — Герцог
- Рут Холл — Рут Гонт
- Генрі Б. Волтхолл — Джон Гонт
- Отіс Херлан — суддя Джонс
- Гаррі Гріббон — помічник шерифа Клот
- Френк Хегні — Яструб
- Лейф МакКі — власник ранчо Марті Гордон (в титрах не вказано)